# Richard Bright
Richard James Bright. (Nueva York, 28 de junio de 1937 - Ib., 18 de febrero de 2006) fue un actor estadounidense conocido por su papel como Al Neri en la trilogía de El padrino.

## Biografía
Hijo de Ernest Bright, un constructor de buques, y de Matilda. Bright fue el menor de cuatro hermanos, todos los cuales fueron nombrados igual que varios reyes británicos. Al nacer, Bright fue nombrado Richard en honor de Ricardo I de Inglaterra (Ricardo corazón de León). Comenzó su carrera haciendo televisión en directo en Manhattan, a la edad de 18 años, e hizo su debut en la película de Robert Wise Odds Against Tomorrow. En 1959 también trabajó en varias películas durante el comienzo de su carrera con su amigo Sam Peckinpah.
En 1965 es lanzado como estrella por el poeta Michael McClure en un show de dos personas en la obra The Beard, actuando en esta en Londres, Nueva York, Los Ángeles y San Francisco, sobre la hora del cierre todas las noches. Él y su coestrella femenina Billie Dixon fueron detenidos por divulgar obscenidades y simular actos sexuales. La Unión Americana de Libertades Civiles (ACLU) lo representó para defender a Bright, citando la Primera Enmienda de derechos a la libertad de expresión. Al final, los cargos contra Bright fueron desestimados.

### Participación enEl padrino
En 1972, apareció en El padrino, la adaptación de Francis Ford Coppola, como Al Neri, uno de los soldatos de Michael Corleone (Al Pacino). Al final de la primera película, su personaje, vestido como un agente de policía, asesina al jefe de la mafia rival Emilio Barzini y a sus secuaces en la famosa escena del bautismo en la película. Bright también se presentó como Neri en El padrino II, en la que asesinó a Fredo Corleone (John Cazale) al finalizar la película, y en El padrino III asesina al banquero del Vaticano, el Arzobispo Gilday, al final de la película. "Neri tomó un tren a Roma. Encenderá la luz de una vela para el arzobispo". Palabras del nuevo padrino, Vincent Corleone, que encarga al veterano secuaz. Gracias a las películas de El padrino, Bright interpretó con frecuencia a tipos criminales y gánsteres a lo largo de su larga carrera.

## Muerte
Bright fue golpeado y muerto por un autobús turístico en el Upper West Side de Manhattan el 18 de febrero de 2006. Fue atropellado por la rueda trasera del autobús y murió en el acto, de acuerdo con los detectives y los testigos. El conductor no tenía conocimiento del accidente hasta que fue notificado en el momento de llegar a la Autoridad Portuaria en el centro de Manhattan. No se formularon cargos. Bright falleció con 68 años.
Le sobrevivieron su esposa, Rutanya Alda, su hijo Jeremy, su hija Dianne y su hermano Charles.

## Filmografía
| Año   | Título                                 | Papel                        | Formato    |
| ----- | -------------------------------------- | ---------------------------- | ---------- |
| 1958  | Never Love a Stranger                  | Gánster callejero            | Cine       |
| 1959  | Odds Against Tomorrow                  | Coco                         | Cine       |
| 1969  | Lions Love                             |                              | Cine       |
| 1971  | The Panic in Needle Park               | Hank                         | Cine       |
| 1972  | El padrino                             | Al Neri                      | Cine       |
| 1972  | The Getaway                            | El ladrón                    | Cine       |
| 1972  | Pat Garrett y Billy the Kid            | Holly                        | Cine       |
| 1974  | Bring Me the Head of Alfredo Garcia    | Cliente del bar              | Cine       |
| 1974  | El padrino II                          | Al Neri                      | Cine       |
| 1975  | Rancho Deluxe                          | Burt                         | Cine       |
| 1976  | Marathon Man                           | Karl                         | Cine       |
| 1977  | Handle with Care                       | Smilin' Jack                 | Cine       |
| 1977  | Looking for Mr. Goodbar                | George                       | Cine       |
| 1977  | El Padrino: Una novela para televisión | Al Neri                      | Televisión |
| 1978  | On the Yard                            | Nunn                         | Cine       |
| 1979] | Hair                                   | Fenton                       | Cine       |
| 1980  | The Idolmaker                          | Tío Tony                     | Cine       |
| 1983  | Vigilante                              | Burke                        | Cine       |
| 1984  | Once Upon a Time in America            | Joe el gallina               | Cine       |
| 1984  | Girls Nite Out                         | Detective Greenspan          | Cine       |
| 1985  | Crimewave                              | Agente Brennan               | Cine       |
| 1985  | Inferno in diretta                     | Bob Allo                     | Cine       |
| 1986  | Brighton Beach Memoirs                 | Sargento de reclutamiento    | Cine       |
| 1987  | The Verne Miller Story                 | Adam Richetti                | Cine       |
| 1988  | Time Out                               | Sheriff                      | Cine       |
| 1988  | Red Heat                               | Det. Sgto. Gallagher         | Cine       |
| 1990  | Ghoul School                           | Director Kaplan              | Cine       |
| 1990  | The Ambulance                          | McClosky                     | Cine       |
| 1990  | El padrino III                         | Al Neri                      | Cine       |
| 1992  | Ballad of Tina Juarez                  | Eddie                        | Cine       |
| 1993  | Who's the Man?                         | Demetrius                    | Cine       |
| 1994  | The Ref                                | Murray, conductor de autobús | Cine       |
| 1994  | Who Do I Gotta Kill?                   | Belcher                      | Cine       |
| 1995  | Pictures of Baby Jane Doe              | Rudy                         | Cine       |
| 1995  | Blue Funk                              | Padre                        | Cine       |
| 1996  | Ripper                                 | Dr. Karl Stasiak             | Cine       |
| 1996  | Jaded                                  | Zack Brown                   | Cine       |
| 1996  | Beautiful Girls                        | Dick Conway                  | Cine       |
| 1996  | Sweet Nothing                          | Jack                         | Cine       |
| 1996  | Night Falls on Manhattan               | Teniente del distrito 64     | Cine       |
| 1997  | The Hotel Manor Inn                    |                              | Cine       |
| 1998  | Anima                                  | Tommy                        | Cine       |
| 1998  | O.K. Garage                            | Louis                        | Cine       |
| 1999  | Getting to Know You                    | Anciano                      | Cine       |
| 1999  | Joe the King                           | Roy                          | Cine       |
| 2000  | Dead Dog                               | Cunningham                   | Cine       |
| 2000  | The Photographer                       | Borracho del bar             | Cine       |
| 2000  | Broke Even                             | Lazarus                      | Cine       |
| 2001  | Trigger Happy                          | Quigley                      | Cine       |
| 2006  | Day on Fire                            |                              | Cine       |

Además de estas películas, realizó múltiples apariciones en televisión desde 1957 hasta 2005.